# Björktjärnen, Rämmens socken
Björktjärnen är en sjö i Filipstads kommun, som ingår i Göta älvs huvudavrinningsområde.